# Enrico de Lacy, III conte di Lincoln
Enrico de Lacy, in inglese Henry de Lacy (1249 – 1311), è stato un confidente di Edoardo I d'Inghilterra e dal 1278 alla sua morte Conte di Lincoln.

## Biografia
Figlio di Edmund de Lacy, venne educato a corte, divenendo il principale consigliere di Edoardo I. Mentre il re era impegnato nel conflitto bellico con gli scoti, Henry venne nominato Protettore del Regno.
Condusse una campagna militare in Galles durante il decennio 1270-1280, iniziando la costruzione del castello di Denbigh.
Nel 1297, fu nominato al capo di un esercito inglese in Guienna (Francia) per tentare di arrestare l'avanzata dei francesi che stavano rinconquistando il ducato inglese ma venne battuto durante la Battaglia di Bonnegarde, dove fu costretto a fugire.
Fu signore di Pontefract e 10º Barone di Halton, oltre che 7° Signore di Bowland (ultimo membro della sua famiglia a tenere questo titolo). Morì nella sua residenza a Londra, la Lincoln's Inn, e fu sepolto nella Cattedrale di San Paolo.
Le sue spoglie furono poi trasferita dal monastero di Stanlow a Whalley.
Fu il destinatario, o "co-compositore", di una poesia (una tenson) di Walter di Bibbesworth che ha per tema la crociata, La pleinte par entre missire Henry de Lacy et sire Wauter de Bybelesworthe pur la croiserie en la terre seinte.
Henry sposò Margherita Plantageneta,. La loro figlia Alice de Lacy (quarta contessa di Lincoln) sposò Tommaso Plantageneto, II conte di Lancaster.